# Scharonbahn
| Bahnhof Hod haScharon – Sokolow in Mittellage des Kvisch , beide unterquert vom Rechov Sokolow vor Häusern im nördlich angrenzenden Kfar Saba, 2020 |                      |                                                       |                                                       |
| Streckenlänge: | 12 km                |                                                       |                                                       |
| Spurweite: | 1435 mm (Normalspur) |                                                       |                                                       |
| Stromsystem: | 25 kV, 50 ~          |                                                       |                                                       |
| Zweigleisigkeit: | ja                   |                                                       |                                                       |
| |                      |                                                       |                                                       |
| \| \| 0,0 \| Ostbahn Chadera – Lod \| Ostbahn Chadera – Lod \| \| \| \| Graben \| \| \| \| \| Gleisdreieck des Bahnknotens Chemed \| \| \| \| 3,2 \| Kfar Saba (1961–1993) \| Kfar Saba (1961–1993) \| \| \| \| Anschluss des Kvisch \| \| \| \| \| Rechov Kinneret in Hod haScharon \| \| \| \| \| \| \| \| \| \| Kfar Saba-Nordau (2003–2006: Hod haScharon–Kfar Saba) \| \| \| \| \| \| \| \| \| \| Rechov Tel Chai in Kfar Saba \| \| \| \| \| Rechov Assirej Zijjon in Hod haScharon \| \| \| \| \| Hod haScharon–Sokolow (seit 2006) \| \| \| \| \| Tunnel (1800 m) \| \| \| \| \| Raʿanannah-Darom (seit 2018) \| \| \| \| \| \| \| \| \| \| Rechov Paʿamei Aviv in Givʿat Chen \| \| \| \| \| Rechov Ben-Gurion in Raʿanannah \| \| \| \| \| Kvisch \| \| \| \| \| Raʿanannah–Maʿarav (seit 2018) \| \| \| \| \| Gleisdreieck des Bahnknotens \| \| \| \| \| Schmarjahu–Mizrach in Kfar Schmarjahu \| \| \| \| \| \| \| \| \| \| \| \| \| \| 12,0 \| Bahnstrecke Naharija–Beʾer Scheva \| Bahnstrecke Naharija–Beʾer Scheva \| |                      |                                                       |                                                       |
| Abzweig quer und von rechts (Strecke außer Betrieb) · Strecke mit Straßenbrücke quer (Strecke außer Betrieb) · Abzweig ehemals quer und von links | 0,0                  | Ostbahn Chadera – Lod                                 | Ostbahn Chadera – Lod                                 |
| Brücke über Wasserlauf (Strecke außer Betrieb) · Brücke über Wasserlauf |                      | Graben                                                | Graben                                                |
| Strecke von links (außer Betrieb) · Abzweig ehemals geradeaus, ehemals nach rechts und von links · Strecke mit Straßenbrücke quer · Strecke nach rechts |                      | Gleisdreieck des Bahnknotens Chemed                   | Gleisdreieck des Bahnknotens Chemed                   |
| Kopfbahnhof Streckenende (Strecke außer Betrieb) | 3,2                  | Kfar Saba (1961–1993)                                 | Kfar Saba (1961–1993)                                 |
| Strecke mit Straßenbrücke |                      | Anschluss des Kvisch                                  | Anschluss des Kvisch                                  |
| Brücke |                      | Rechov Kinneret in Hod haScharon                      | Rechov Kinneret in Hod haScharon                      |
| |                      |                                                       |                                                       |
| Bahnhof |                      | Kfar Saba-Nordau (2003–2006: Hod haScharon–Kfar Saba) | Kfar Saba-Nordau (2003–2006: Hod haScharon–Kfar Saba) |
| |                      |                                                       |                                                       |
| Strecke mit Straßenbrücke |                      | Rechov Tel Chai in Kfar Saba                          | Rechov Tel Chai in Kfar Saba                          |
| Strecke mit Straßenbrücke |                      | Rechov Assirej Zijjon in Hod haScharon                | Rechov Assirej Zijjon in Hod haScharon                |
| Bahnhof |                      | Hod haScharon–Sokolow (seit 2006)                     | Hod haScharon–Sokolow (seit 2006)                     |
| Tunnelanfang |                      | Tunnel (1800 m)                                       | Tunnel (1800 m)                                       |
| Bahnhof (im Tunnel) |                      | Raʿanannah-Darom (seit 2018)                          | Raʿanannah-Darom (seit 2018)                          |
| Tunnelende |                      |                                                       |                                                       |
| Strecke mit Straßenbrücke |                      | Rechov Paʿamei Aviv in Givʿat Chen                    | Rechov Paʿamei Aviv in Givʿat Chen                    |
| Strecke mit Straßenbrücke |                      | Rechov Ben-Gurion in Raʿanannah                       | Rechov Ben-Gurion in Raʿanannah                       |
| Strecke mit Straßenbrücke |                      | Kvisch                                                | Kvisch                                                |
| Bahnhof |                      | Raʿanannah–Maʿarav (seit 2018)                        | Raʿanannah–Maʿarav (seit 2018)                        |
| |                      | Gleisdreieck des Bahnknotens                          |                                                       |
| Tunnelanfang · Strecke |                      | Schmarjahu–Mizrach in Kfar Schmarjahu                 | Schmarjahu–Mizrach in Kfar Schmarjahu                 |
| Strecke (im Tunnel) · Tunnelanfang |                      |                                                       |                                                       |
| Tunnelende · Tunnelende |                      |                                                       |                                                       |
| Abzweig quer und nach rechts · Abzweig quer und nach links | 12,0                 | Bahnstrecke Naharija–Beʾer Scheva                     | Bahnstrecke Naharija–Beʾer Scheva                     |

Die Scharonbahn (hebräisch מְסִלַּת הַשָּׁרוֹן Məsillat haScharōn, Plene: מסילת …) ist eine elektrifizierte, zweigleisige normalspurige Bahnstrecke im israelischen Zentralbezirk, die etwa zwölf Kilometer lang in Ost-West-Richtung in der Scharonebene verläuft. Sie verbindet zwei Hauptstrecken des israelischen Bahnunternehmens Rakkevet Israel (RI), die Küstenbahn der Hauptlinie im Westen und die Ostbahn.

## Verlauf
Die Scharonbahn verläuft in Mittellage zwischen den Richtungsfahrbahnen des Kvisch  in Ost-West-Richtung durch die Scharonebene zwischen Kfar Saba und Herzliah. Diese Städte und die weiteren an der Strecke, Hod haScharon, Raʿanannah und Ramat haScharon, gehören zum nördlichen Teil des Gusch Dan (Ballungsraum Tel Aviv-Jaffas). Die Verbindungen zu Küsten- und Ostbahn sind in ihrem Endausbau als Gleisdreiecke angelegt, der 1961 angelegte Bahnknoten Chemed (hebräisch צוֹמֶת חֶמֶד Zōmet Chemed) nahe Sdei Chemed im Osten und im Westen der 2020 teileröffnete kombinierte Auto- und Eisenbahnknoten Schmarjahu-Mizrach bei Kfar Schmarjahu. Im Frühjahr 2022 fehlten beiden Knoten noch die Nordkurven zum Anschluss ohne Richtungswechsel Richtung Haifa.

## Geschichte

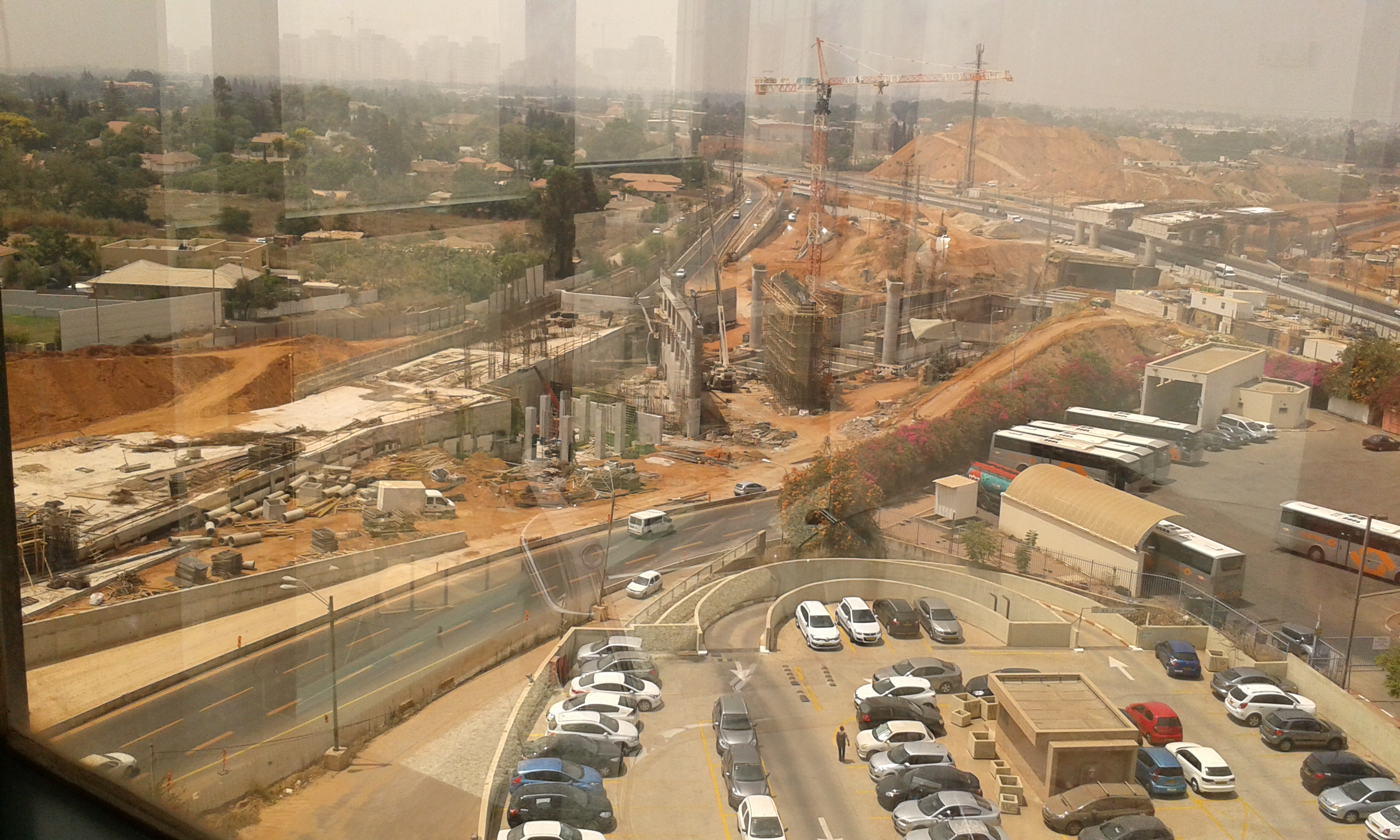
Baustelle von Tunnel, Tiefbahnhof Raʿanannah-Darom und Brückenpfeilern für den im entstehenden Autobahnkreuz als Hochstraße zu führenden Kvisch vor querender Autobahn Kvisch, 2015

Die Ostbahn entstand im Bereich der Scharonebene im ersten Halbjahr 1915 als schmalspurige osmanische Militärbahn in den Sinai, die vom Bahnhof al-Masʿūdiyya der Samarienbahn zwischen Januar 1915 und 1917 bis in den Sinai vorangetrieben wurde. Im Zuge der britischen Gegenoffensive an der Palästinafront schlossen die Palästinensischen Militärbahnen von Süden ausgehend ihre Sinai-Bahn im Februar 1918 an die schließlich eingenommene osmanische Militärbahn an, die sie dazu im Laufe des Jahres im Gebiet der Scharonebene auf Normalprofil umspurten und, abweichend vom nordöstlich weiter führenden Verlauf der osmanischen Militärbahn, nordwestwärts nach Haifa verlängerten. Die Ostbahn bildete bis zur Eröffnung der Küstenbahn 1953 die einzige durchgehende Nord-Süd-Verbindung in der Scharonebene und damit in Israel in diesem Abschnitt.

Bahnhof Kfar Saba, 1961

Die Küstenbahn umfasst auch das vordem zur Ostbahn zählende nördliche Ende zwischen Chaderah und Haifa. Bei Sdei Chemed entstand der neue Bahnknoten Chemed der Ostbahn als westwärts ausgerichteter Abzweig in die Scharonebene für die etwa drei Kilometer lange Stichstrecke zum Bahnhof Kfar Saba für Güter- und Personenverkehr. Im Wettbewerb mit dem immer besser ausgebauten Straßenverkehr wurde dort der Personenverkehr 1969 bereits wieder eingestellt und schließlich in den frühen 1990er Jahren auch der Güterverkehr, als der gesamte nördliche Strang der Ostbahn zwischen Knoten Rosch haʿAjin und Chaderah–Mizrach stillgelegt wurde.

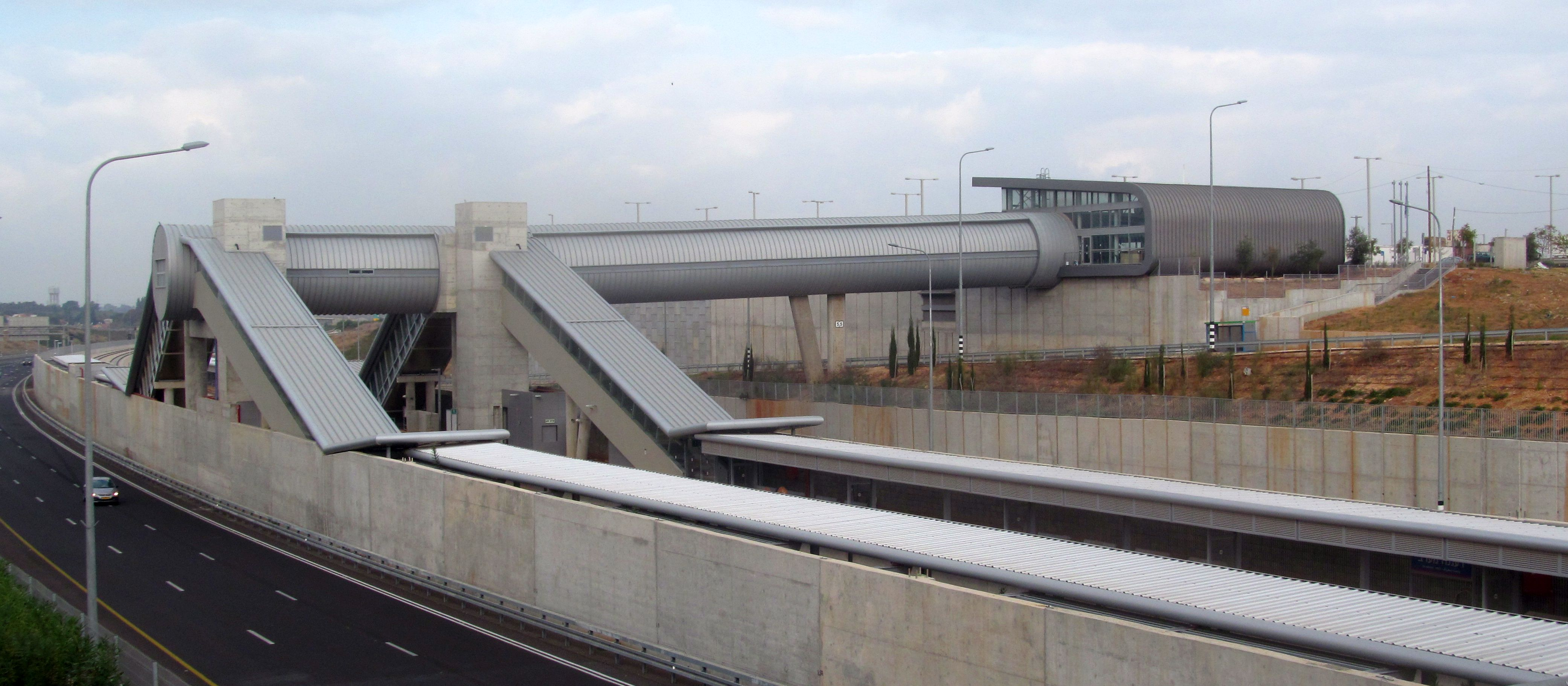
Bahnhof Raʿanannah–Maʿarav und Kvisch, 2017

Im Jahre 1990 entwickelte die französische Planungsgesellschaft „Superto“ für den Nationalen Masterplan der Rakkevet Israel das Projekt einer Vorortbahn zwischen Tel Aviv und Raʿanannah via Kfar Saba. Ende 1990 wurde alternativ zunächst beschlossen, hauptsächlich über die bestehende Jarqonbahn und einen Abschnitt der Ostbahn Kfar Saba durch einen neuen Bahnhof wieder an den Personenverkehr anzuschließen. 1998 kündigte RI-Direktor Amos Usani (עָמוּס עֻזָּנִי) die Investition von 650 Millionen Neuen Scheqel (NIS) an, um das Bahnprojekt Tel Aviv–Petach Tiqwah–Kfar Saba als erste elektrifizierte Bahnlinie in Israel zu errichten. Im Jahre 2000 wurde die Jarqonbahn über die bestehende Südkurve des Knotens Rosch haʿAjin bis zum Bahnhof Rosch haʿAjin (mit Namenszusatz Darom [d. h. Süd] ab geplanter Wiedereröffnung 2026, denn seit 2003 gibt es den Bahnhof Rosch haʿAjin Zafon weiter nördlich), der zunächst zum Richtungswechsel diente, ertüchtigt. Mit der Eröffnung der Nordkurve 2003 wurde der südliche Bahnhof aufgegeben.
Im Juni 2001 beschloss das Ministerkomitee für Wirtschaft, die Jarqonbahn bis Rosch haʿAjin zweigleisig auszubauen und von dort die Ostbahn, die südlich des Knotens Rosch haʿAjin stets in Betrieb geblieben war, nordwärts eingleisig bis zum Knoten Chemed wiederaufzubauen einschließlich des neuen Bahnhofs Rosch haʿAjin-Zafon (d. h. Nord). Seit Beginn der 2000er Jahre wurden Scharonbahn und Autobahn Kvisch  als Gesamtprojekt geplant und errichtet, wobei die Gleise und Bahnhöfe in Mittellage zwischen den Richtungsfahrbahnen der Autobahn angelegt wurden. Da die Regierung erwartete, dass die Einnahmen aus dem Betrieb der Scharonbahn schon die Beschaffungskosten von Schienenfahrzeugen nicht decken würden, übernahm die Rakkevet Israel ohne Ausschreibung den Bau und der Staat die Finanzierung.

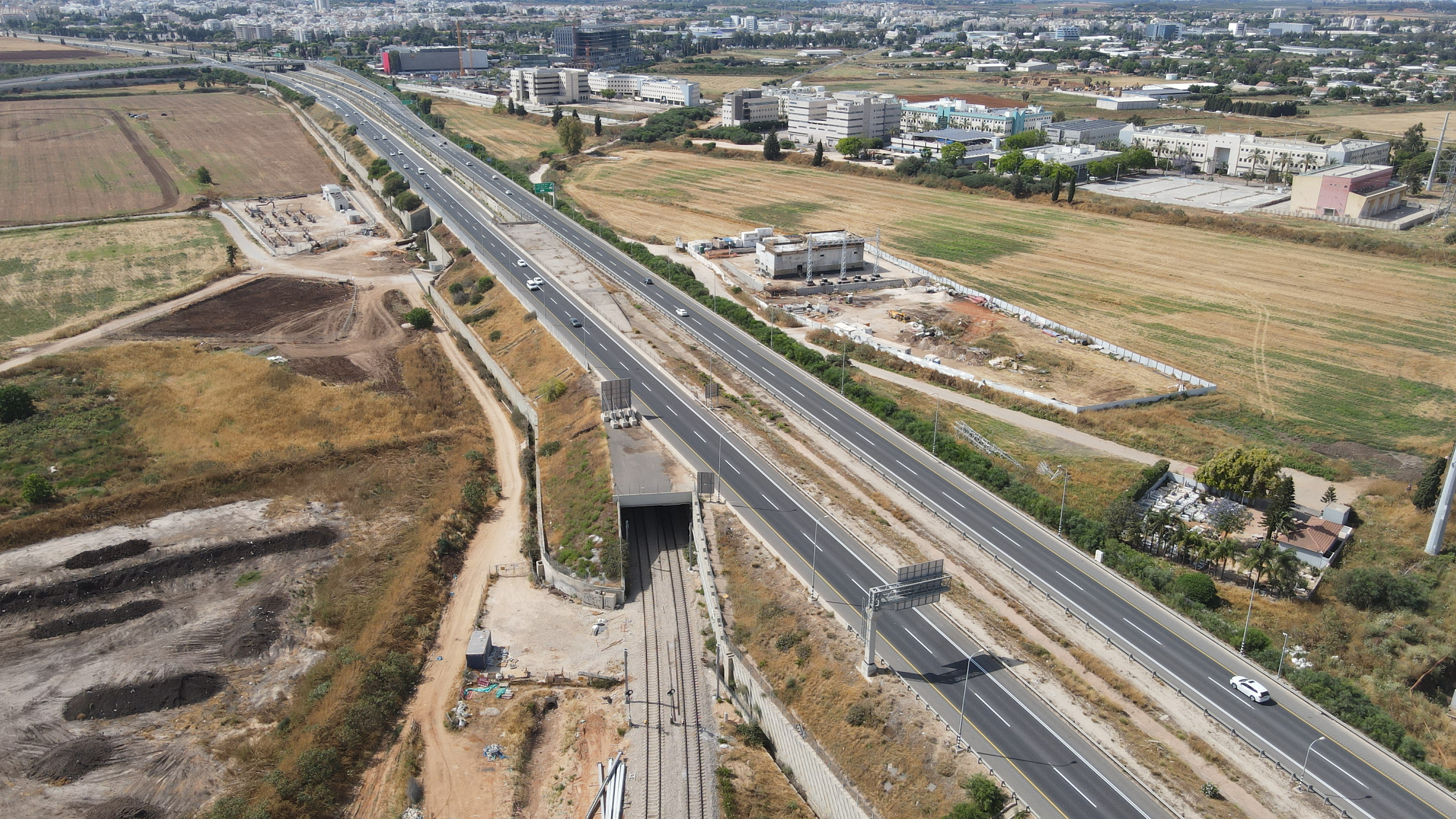
Unterführung der Südkurve des Knotens Chemed in den Mittelstreifen der Schnellstraße Kvisch, 2021

Der Knoten Chemed erhielt eine neue Südkurve, über die die Scharonbahn als Neubaustrecke bis Kfar Saba fortgeführt wurde, wo am Rechov Nordau ein neuer Bahnhof entstand. Diese erste Station der neuen Strecke ging am 13. April 2003 zunächst unter der Bezeichnung Bahnhof Hod haScharon–Kfar Saba in Betrieb. Am ersten Betriebstag, nachdem 35 Jahre kein Bahnreiseverkehr nach Kfar Saba mehr bestanden hatte, nutzten etwa 1.000 Reisende die Gelegenheit. Der Name wurde in Bahnhof Kfar Saba – Nordau geändert, als am 2. September 2006 die Strecke bis zum neuen Bahnhof Hod haScharon – Sokolow verlängert wurde.
Am 7. Juli 2008 gab der interministerielle Ausschreibungsausschuss bekannt, dass die Bau- und Infrastrukturgruppe Schappir Handassah weTaʿassijjah die Ausschreibung für den Bau des Kvisch  gewonnen hat, die auch den westlichen Abschnitt der Scharonbahn einschloss. Die Arbeiten sollten 2012 abgeschlossen sein, doch Nachforderungen Schappirs wegen steigender Kosten mündeten in jahrelange ergebnislose Verhandlungen zwischen der Firma und dem Finanzministerium. Schließlich schrieb die MaʿAZ 2011 die Bauarbeiten, Schnellstraße und Bahnstrecke in getrennten Losen, neu aus. Mehrere Auftragnehmer gewannen die einzelnen Baulose und vollendeten das Gesamtprojekt zu geschätzten Gesamtkosten von vier Milliarden NIS.
Am 2. Juli 2018 begingen im Bahnhof Raʿanannah-Maʿarav (d. h. West) Besucher und Ehrengäste (Verkehrsminister Israel Katz, Premier Benjamin Netanjahu und Oded Schamir, Vorstand der Gesellschaft für Verkehrswege) die Eröffnung des Westendes der Strecke, die tags darauf mit dem Tiefbahnhof Raʿanannah-Darom (d. h. Süd) und der ebenerdigen Station Raʿanannah-Maʿarav in Betrieb ging. Sie erschließen Wohngebiete in Raʿanannah, Ramat haScharon und Herzliah. Am Knoten Schmarjahu-Mizrach wurde am 5. Juli 2020 die Südkurve zur Küstenbahn dem Verkehr übergeben, die ab hier Richtung Tel Aviv für das wachsende Bahnaufkommen viergleisig ausgebaut wurde.

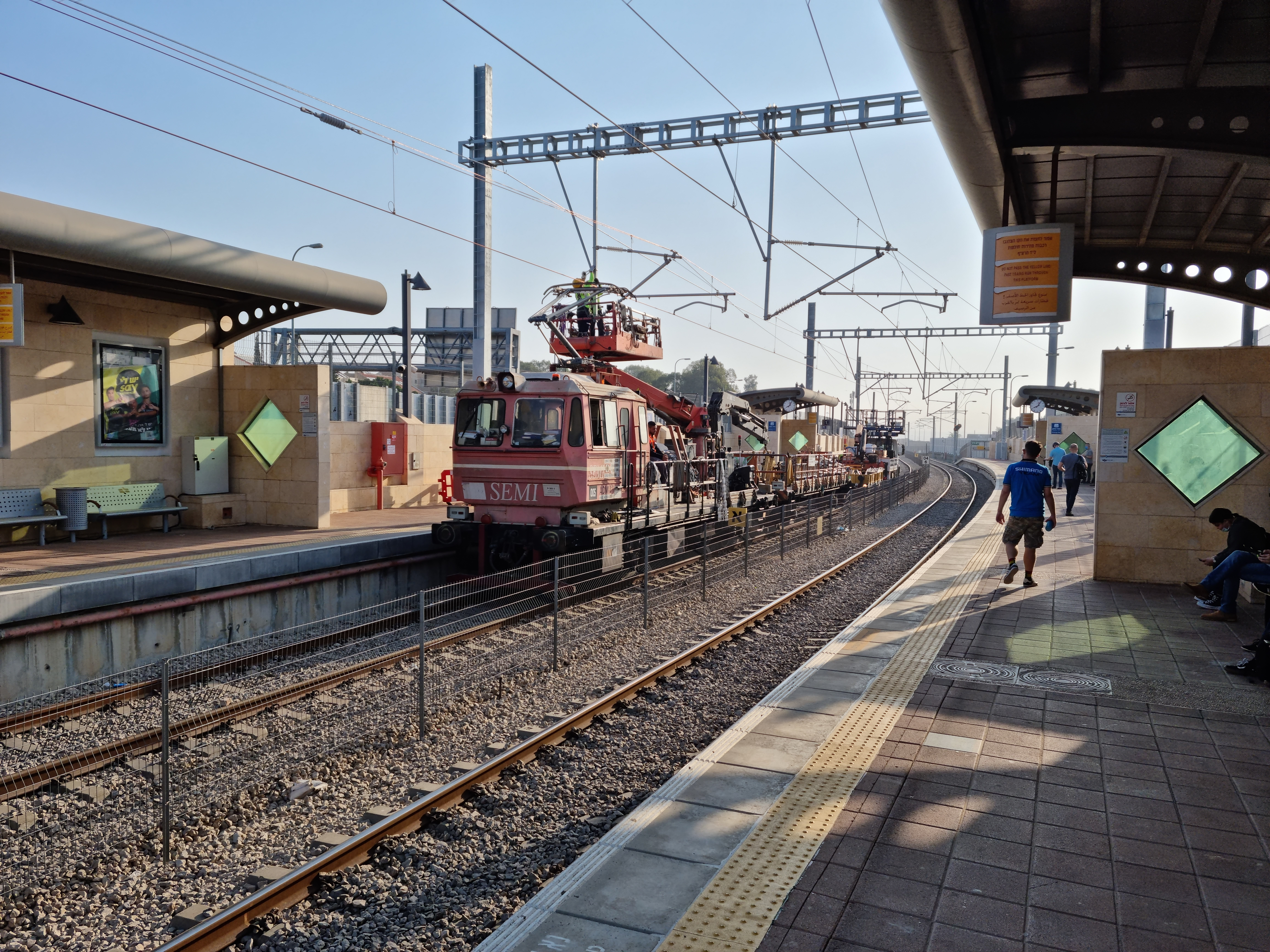
Oberleitungsarbeiten der SEMI am Bahnhof Hod haScharon – Sokolow, 2021

Mitte 2020 begann die spanische Firma Sociedad Española de Montajes Industriales (SEMI) die Oberleitungen und zugehörige Installationen zu errichten. Die Elektrifikation für Wechselspannung von 25.000 Volt in einer Frequenz von 50 Hertz war Ende 2021 abgeschlossen, womit Scharonbahn und Jarqonbahn zusammen nach der Schnellfahrstrecke Tel Aviv–Jerusalem mit Ajjalon-Korridor und der Bahnstrecke Tel Aviv–Pleschet die dritte Verbindung in Israel ist, die vollständig elektrifiziert wurde. Die Rakkevet Israel bedient die Strecke mit Trax-Lokomotiven von Bombardier, die Doppeldeckerwagen des gleichen Herstellers ziehen, und elektrischen Triebwagen des Modells Desiro HC von Siemens.

## Betrieb als Teil der Scharon-Schleife
Die ihres ringförmigen Verlaufs wegen Scharon-Schleife (לוּלְאַת הַשָּׁרוֹן Lūlʾat haScharōn, deutsch ‚Schleife der Scharon[ebene] ‘) genannte Verbindung von Jarqon- und Scharonbahn über Abschnitte der Küsten- und Ostbahn schließt die Städte der südlichen Scharonebene an den Bahnverkehr im Gusch Dan an und bietet eine Alternative zum Individualverkehr. Die Schleife erlaubt, Zugverbindungen im Personen- und Frachtdienst so umzugruppieren, dass sie den Engpass des Ajjalon-Korridors in Tel Aviv umfahren.
Die Rakkevet Israel betreibt die Strecke, denn im Juni 2002 hatte Verkehrsminister Ephraim Sneh die Entscheidung bekanntgegeben, dass nicht wie von Ariel Scharon 1999 beschlossen eine private Gesellschaft den Betrieb übernehmen werde. Die Trennung von Bahnbetrieb und –infrastruktur sei problematisch im Hinblick auf das beschränkte Schienennetz Israels, dessen gesamter Personenverkehr sich im Ajjalon-Korridor bündelt, was eine Koordination verschiedener Betreiber kompliziere.

Plan des Knotens Mechlaf Schmarjahu–Mizrach mit Nordkurve der Scharonbahn

Seit Eröffnung des Knotens Schmarjahu–Mizrach durch die Südkurve der Scharonbahn zur Küstenbahn am 5. Juli 2020 verkehren stündlich Züge zwischen Kfar Saba – Nordau und Herzliah. Der Takt soll verdichtet und die Verbindung südwärts nach Tel Aviv verlängert werden, wodurch sich die Reisezeit zwischen Raʿanannah und dem Zentralbahnhof Tel Aviv Savidor von 40 auf 20 Minuten verkürzen wird. Während der COVID-19-Pandemie kam es wegen Quarantäne und teils Erkrankung von Bahnpersonal wiederholt zur Halbierung des Zugtaktes. Am 25. Januar 2022 sperrte die Rakkevet Israel bis auf weiteres für mehrere Monate die Bahnhöfe Hod haScharon – Sokolow und Raʿanannah–Darom, nachdem Bauschäden an Betonpfeilern festgestellt worden waren.

## Übersicht
| Linie / Endstationen                                                                                 | Verlauf |
| --- | --- |
| Rote Linie (1) der RI:                                                                               | Strecken (Hauptlinie, Scharonbahn, Ostbahn, Jarqonbahn, Strecke Tel Aviv–Pleschet, Sinai-Bahn) und Halte |
| Herzlia–Aschqelon über die Lulʾat haScharon (Scharonbahn–Rosch haʿAjin – Zafon–Jarqonbahn): 20 Halte | Herzlia • Raʿanannah – Maʿarav • Raʿanannah – Darom • Hod haScharon – Sokolow • Kfar Saba – Nordau • Rosch haʿAjin – Zafon • Petach Tiqwah – Sgullah • Petach Tiqwah – Qirjat Arieh • Bnei Braq • Tel Aviv – Universsitah • Tel Aviv – Savidor Merkaz • Tel Aviv – haSchalom • Tel Aviv – haHagannah • Zomet Cholon • Cholon – Wolfson • Bat Jam – Josephthal • Bat Jam – Qomemijjut • Rischon LeZion – Moscheh Dajjan • Javneh – Maʿarav • Aschdod – ʿAd Halom • Aschqelon |